# Jovino Cândido
Jovino Cândido da Silva (Florínea, 20 de janeiro de 1955) mais conhecido como Jovino Cândido, é um advogado e político brasileiro. Filiado ao Partido Verde, foi prefeito de Guarulhos no período de 1998 a 2000, quando seu antecessor, Néfi Tales foi cassado pela Justiça. Além disso, foi deputado federal na 52ª Legislatura (2003-2007).

## Biografia
Nascido no oeste do Estado de São Paulo, chegou em Guarulhos aos 6 anos de idade. Em 1972 começou a trabalhar na empresa Camargo Corrêa como ajudante de mecânico. Em 1982 graduou-se em Direito pelas Faculdades Integradas de Guarulhos. Em 1983 ingressou na Câmara Municipal de Guarulhos como Oficial Legislativo, cargo que exerceu até 1996, quando foi eleito vice-prefeito na chapa encabeçada pelo professor Néfi Tales. No início da gestão de Tales, Jovino foi secretário Municipal de Esportes ao mesmo tempo em que era vice-prefeito.
Um pouco mais de um ano à frente da Prefeitura, Néfi Tales teve o mandato cassado por causa de irregularidades no repasse de verbas da prefeitura para a Câmara e pelo aumento do patrimônio incompatível com seus ganhos, segundo investigação da promotoria de Guarulhos. Com a cassação de Tales, em 16 de setembro de 1998 Jovino Cândido assumiu a prefeitura de Guarulhos pelo Partido Verde (PV) permanecendo até 31 de dezembro de 2000, quando perdeu a eleição para prefeito no segundo turno para o candidato do Partido dos Trabalhadores (PT), Elói Pietá.
Na eleição de 2002 elegeu-se deputado federal por São Paulo com 99.357 votos (0,51% dos votos válidos). Em 2004 se candidatou mais uma vez para o cargo de prefeito de Guarulhos, mas perdeu novamente para Elói Pietá que ganhou a eleição no primeiro turno com 278.555 votos (53,38% dos votos válidos). Nessa pleito, Jovino obteve 157.848 votos (30,36% dos votos válidos).
Na eleição de 2006 tentou se reeleger deputado federal, mas com 37.392 votos não conseguiu uma cadeira na Câmara dos Deputados. Deixou a Câmara ao final da legislatura, em janeiro de 2007 e em 2008 candidatou-se novamente para prefeito de Guarulhos, mas ficou em terceiro lugar no primeiro turno com 97.464 votos.
Em 2016, se tornou candidato a vice-prefeito na chapa encabeçada pelo empresário Miguel Martello, do Partido Social Democrático (PSD), porém, a chapa ficou em quinta colocação , com 33.045 votos (5,47% dos votos válidos).

## Desempenho Eleitoral
| Ano  | Eleição                | Cargo            | Partido                                                                | Partido | Coligação                                             | Titular/Vice              | Votos   | Votos  | Votos         | Resultado     |
| Ano  | Eleição                | Cargo            | Partido                                                                | Partido | Coligação                                             | Titular/Vice              | T.      | Total  | %             | Resultado     |
| ---- | ---------------------- | ---------------- | ---------------------------------------------------------------------- | ------- | ----------------------------------------------------- | ------------------------- | ------- | ------ | ------------- | ------------- |
| 1996 | Municipal de Guarulhos | Vice-Prefeito    |                                                                        | PV      | Pra Guarulhos melhorar (PDT, PV, PST, PRP, PSDC, PSC) | Titular: Néfi Tales (PDT) | 1º      | 98.414 | 29,33         | Segundo turno |
| 1996 | Municipal de Guarulhos | Vice-Prefeito    | 2º                                                                     | PV      | Pra Guarulhos melhorar (PDT, PV, PST, PRP, PSDC, PSC) | Titular: Néfi Tales (PDT) | 277.835 | 74,18  | Eleito        |               |
| 2000 | Municipal de Guarulhos | Prefeito         | Frente popular de Guarulhos (PV, PSDB, PSDC, PL, PDT)                  | PV      | Vice: José Winter (PSDB)                              | 1º                        | 114.921 | 28,10  | Segundo turno |               |
| 2000 | Municipal de Guarulhos | Prefeito         | Frente popular de Guarulhos (PV, PSDB, PSDC, PL, PDT)                  | PV      | Vice: José Winter (PSDB)                              | 2º                        | 212.731 | 49,87  | Não eleito    |               |
| 2002 | Estadual de São Paulo  | Deputado Federal | Sem coligação (Partido Verde)                                          | PV      |                                                       | 1º                        | 99.357  | 0,50   | Eleito        |               |
| 2004 | Municipal de Guarulhos | Prefeito         | A verdade... (PV, PSB, PHS)                                            | PV      | Vice: Gilberto Nascimento (PV)                        | 1º                        | 157.848 | 30,36  | Não eleito    |               |
| 2006 | Estadual de São Paulo  | Deputado Federal | Sem coligação (Partido Verde)                                          | PV      |                                                       | 1º                        | 37.392  | 0,18   | Suplente      |               |
| 2008 | Municipal de Guarulhos | Prefeito         | Novos Tempos (PV, PMN)                                                 | PV      | Vice: Adê Rocha (PMN)                                 | 1º                        | 97.464  | 17,16  | Não eleito    |               |
| 2010 | Estadual de São Paulo  | Deputado Federal | Sem coligação (Partido Verde)                                          | PV      |                                                       | 1º                        | 18.145  | 0,08   | Suplente      |               |
| 2012 | Municipal de Guarulhos | Prefeito         | Sem coligação (Partido Verde)                                          | PV      | Vice: Miguel Abbud Neto (PV)                          | 1º                        | 31.273  | 5,47   | Não eleito    |               |
| 2016 | Municipal de Guarulhos | Vice-Prefeito    | Juntos por Guarulhos (PSD, PV, Solidariedade, Progressistas, PMB, PHS) | PV      | Titular: Miguel Martello (PSD)                        | 1º                        | 33.045  | 5,47   | Não eleito    |               |
| 2024 | Municipal de Guarulhos | Vereador         | Federação Brasil da Esperança (PT, PCdoB, PV)                          | PV      |                                                       | 1º                        | 299     | 0,05   | Suplente      |               |